# Ferme (charpente)
Pour les articles homonymes, voir Ferme.

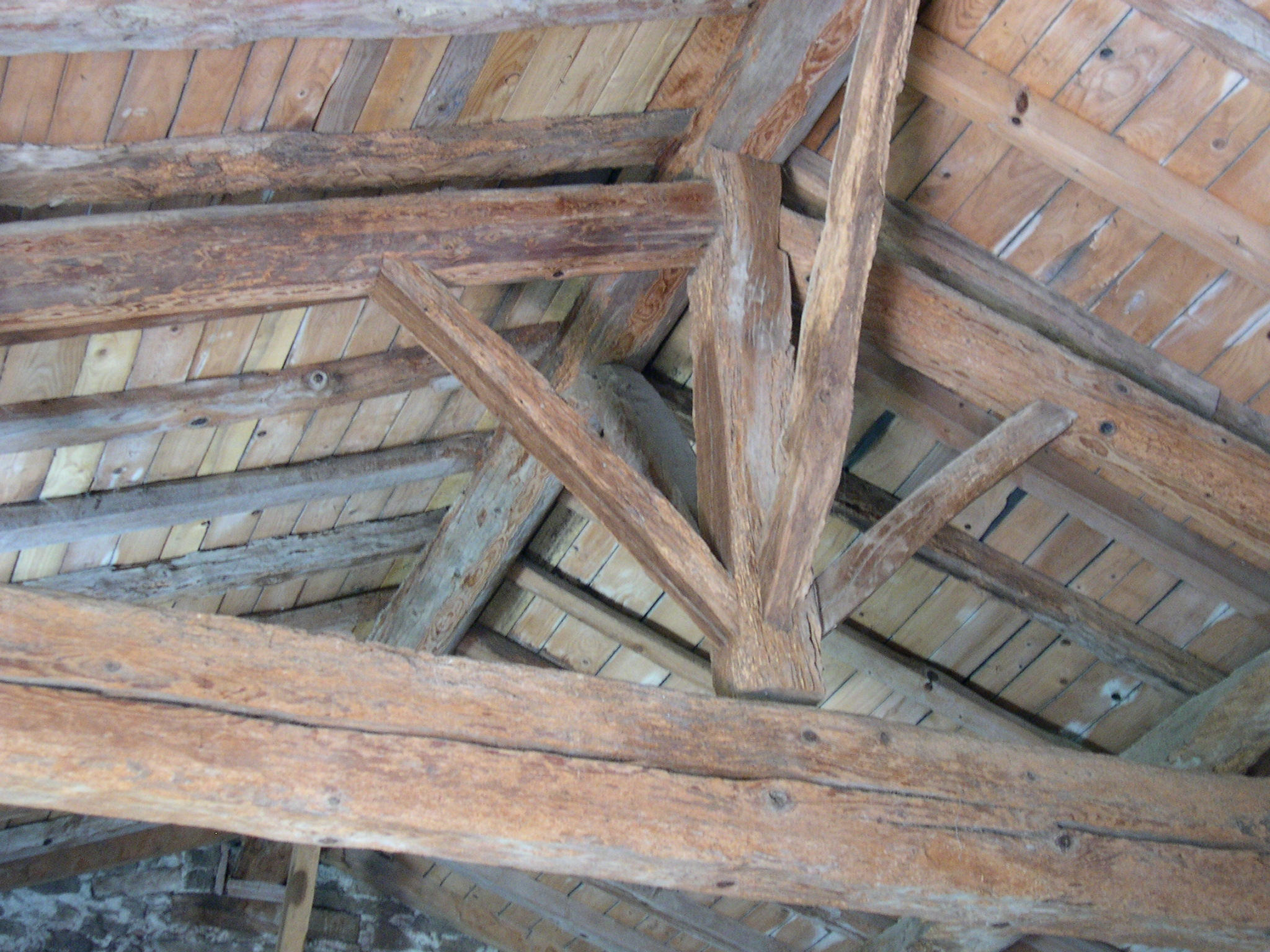
Détail d'une ferme de charpente traditionnelle.

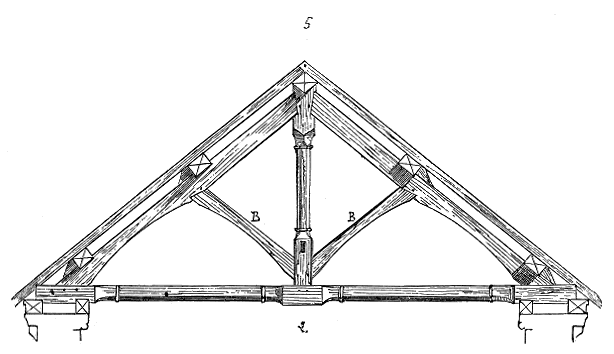
Dessin d'une ferme de charpente traditionnelle.

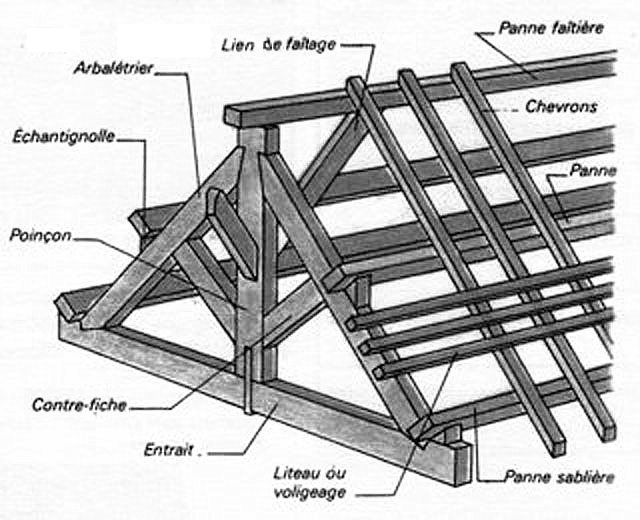
Vocabulaire de la charpente.

En architecture, une ferme est la structure triangulaire constituée par l'assemblage de pièces dans un plan vertical, formant l'ossature d'une charpente qui supporte le poids de la couverture d'un édifice (avant-toit, toit à pentes où elle est placée perpendiculairement aux murs gouttereaux, lucarne). Cette partie de la charpente a toujours un rôle porteur, alors que la fausse ferme a un rôle de simple décor.
Une fermette est une petite ferme triangulée à faible section.
Les fermes sont faites de bois et/ou de métal. Elles sont reliées les unes aux autres par des pièces longitudinales appelées pannes.
L'ensemble porte la couverture jusqu'au faîte d’un comble.

## Description
Une ferme est une structure triangulée indéformable, à un ou deux versants, donnant sa forme à la toiture.
Les composants d'une ferme simple traditionnelle sont les suivants :
- un élément horizontal reliant le pied des arbalétriers, nommé entrait, qui repose sur les deux murs porteurs[2] ;
- deux pièces de bois obliques nommées arbalétriers, reliant l'entrait au poinçon[2] ;
- le poinçon, pièce verticale médiane de la ferme, joignant l'entrait au faîtage du toit et près du sommet duquel se rejoignent les arbalétriers[2] ;
- les contrefiches, pièces obliques assurant la fonction de jambes de force et reliant le poinçon aux arbalétriers[2].

Ces différents éléments peuvent être doublés, dans ce cas cet ensemble prend le nom de « ferme moisée ». La ferme la plus courante dite « ferme latine » est composée d'un entrait ou de deux entraits moisés, d'un poinçon, de deux arbalétriers eux-mêmes soutenus par deux contrefiches.
Une « demi-ferme » est composée de plusieurs pièces de bois et de divers assemblages ne reprenant que la moitié de la ferme et permettant de couvrir une croupe (le plus petit versant) en disposition parallèle, ou un dôme en disposition de rayon d'arc de cercle.
L'entraxe entre fermes traditionnelles est généralement de trois à cinq mètres, ce qui permet le cas échéant de dégager des volumes habitables.
En construction industrialisée, ces éléments sont réalisés avec des sections de bois de plus faibles dimensions assemblées par des connecteurs métalliques ou des goussets en contreplaqué. Cet assemblage prend alors le nom de « fermette ». Les fermettes sont posées avec des entraxes très faibles, ce qui rend les combles inhabitables.